# Radon (maestro di palazzo)
Radon (... – 620 circa) fu un aristocratico austrasiano, che si schierò dalla parte di Clotario II nel 613, e che ne divenne maestro di palazzo d'Austrasia da quello stesso anno al 616.

## Biografia
Radon proviene da una potente famiglia franca d'Austrasia, dove la sua famiglia possedeva diversi territori. Nel 610 si unì ad Arnolfo, futuro vescovo di Metz e futuro santo, nella sua opposizione alla regina Brunechilde, la quale voleva ripristinare le tasse sulla proprietà, provocando l'ira e l'opposizione delle grandi famiglie franche.
Nel 613, essendo il re Teodorico II morì di dissenteria, Brunechilde si stava preparando a diventare di nuovo reggente. Radon si unì alle file dell'opposizione con Pipino di Landen e Arnolfo di Metz. Gli aristocratici decisero di concedere la corona a Clotario II re di Neustria, che divenne quindi l'unico re dei Franchi e riunirà così il loro regno. Il candidato di Brunechilde, il giovane Sigeberto II, non venne riconosciuto dai leudes d'Austrasia.
Clotario II venne riconosciuto come l'unico re dei Franchi nel 613, ponendo fine alla guerra civile. Inoltre, gli venne consegnato Brunechilde, che venne condannata a morte lo stesso anno.
Radon fu uno degli aristocratici che negoziarono con il re: l'editto del 614 mantenne un maestro di palazzo in Austrasia, che rimase un regno indipendente anche se Clotario II fu re di Neustria, Austrasia e Borgogna. Radon venne scelto come maestro di palazzo perché fu tra i primi a schierarsi con Clotario II, ma anche perché era vecchio e aveva meno influenza di altri, come Pipino di Landen che era stato proposto per questo incarico dagli aristocratici.
Morì intorno al 620, senza aver messo in ombra il re. Fu sostituito dapprima da Ugo, poi dallo stesso Pipino divenne maestro di palazzo nel 623 su richiesta degli aristocratici.